# رود خودز
رود خودز (انگلیسی: Khodz) یک رودخانه در استان آدیغیه کشور روسیه است.